# Swertia fasciculata
Swertia fasciculata är en gentianaväxtart som beskrevs av T.N. Ho och S.W. Liu. Swertia fasciculata ingår i släktet Swertia och familjen gentianaväxter. Inga underarter finns listade i Catalogue of Life.